# Mecistes
Mecistes is een geslacht van kevers uit de familie bladkevers (Chrysomelidae).
De wetenschappelijke naam van het geslacht werd in 1874 gepubliceerd door Félicien Chapuis.

## Soorten
- Mecistes saudica Medvedev, 1997